# Jérôme Sanchez
Pour les articles homonymes, voir Sanchez.
Jérôme Sanchez, né le 2 mars 1990 à Vénissieux, dans le Rhône, est un joueur français de basket-ball. Il évolue aux postes d'arrière et d'ailier.
Il est le beau-frère de Alexandre Chassang, joueur de basket international.

## Biographie
Le 17 juin 2015, il signe à Boulazac.
Sanchez s'engage avec Nantes Basket Hermine, club de deuxième division, au début de la saison 2020-2021. Il pallie l'absence sur blessure de Thibault Desseignet. En juin 2021, il signe un nouveau contrat de deux saisons avec Nantes.

## Palmarès
- Champion de France de Pro B en 2024
- Vainqueur des Playoffs de Pro B avec la JL Bourg en 2014